# 和多田印刷
和多田印刷株式会社（わただいんさつ、英: WATADA PRINTING Co.,Ltd.）は、京都府京都市南区に本社を置く印刷会社である。主に、任天堂のトランプの製造・印刷を行なっている。

## 概要
トランプやトレーディングカードの加工をはじめとした特殊加工や非接触ICカード、磁気カード、リライタブルカード、ICタグなどの製造及び加工を行っており、グラフィックデザインやパッケージデザインなどの企画も行なっている。

## 沿革
- 1899年 - 初代・和多田与太朗が平版印刷にて中京区蛸薬師に和多田印刷所を創業。
- 1902年 - 任天堂骨牌(現 任天堂株式会社)のトランプを製造・開始し、このころに銅版印刷を導入。
- 1909年 - 笠置屋(現 月桂冠株式会社)のビン詰め日本酒ラベルを日本で初めて石版印刷にて製造開始。
- 1916年 - 社屋を中京区室町に移転。
- 1950年 - 二代目・和多田成雄により株式会社和多田印刷所を設立。
- 1954年 - プラスチック製トランプを銅版印刷にて製造・開始する。
- 1962年 - 自動給紙オフセット2色機(小森製)を日本で初導入し、第十一回印刷文化典に出展。
- 1988年 - 三代目代表取締役社長和多田久太朗が就任。
- 1989年 - 和多田印刷株式会社に社名変更。
- 1992年 - 滋賀県草津市に草津工場を開設。
- 1994年 - 東京都台東区に東京営業所を開設。
- 2006年 - 和多田印刷(香港)有限公司を設立。
- 2016年 - 四代目代表取締役社長和多田耕三が就任。
- 2020年 - 五代目として和多田圭助が代表取締役社長に就任。

出典：

## 事業所一覧
- 東京営業所
- 北工場
- 南工場
- 草津工場
- 宇治倉庫

出典：

## 関係会社
- 和多田印刷（香港）